# Waldschutzgebiet Alto Mayo
Das Waldschutzgebiet Alto Mayo (span. Bosque de Protección Alto Mayo – BPAM) befindet sich im Nordwesten der Region San Martín in Nord-Peru. Der Name Alto Mayo, spanisch für „Oberer Mayo“, bezieht sich auf den Fluss Río Mayo. Das Schutzgebiet wurde am 23. Juli 1987 durch die Resolución Suprema Nº 0293-87-AGFF eingerichtet. Die staatliche Naturschutz-Agentur Servicio Nacional de Areas Naturales Protegidas por el Estado (SERNANP) ist die für das Schutzgebiet zuständige Behörde. Das Waldschutzgebiet besitzt eine Größe von 1820 km². Es dient der Erhaltung des tropischen Nebelwaldes im Nordwesten der Region San Martín und damit einem Ökosystem endemischer und bedrohter Pflanzen- und Tierarten. Es wird in der IUCN-Kategorie VI als ein Schutzgebiet geführt, dessen Management der nachhaltigen Nutzung natürlicher Ökosysteme und Lebensräume dient. In der Realität findet in dem Gebiet weiterhin Entwaldung und Entnahme schützenswerter Pflanzen und Tiere statt. Das Areal bildet das Siedlungsgebiet der indigenen Volksgruppen der Aguaruna und Awajún.

## Lage
Das Waldschutzgebiet erstreckt sich über einen Höhenkamm im Westen der Provinz Rioja sowie über das im Norden angrenzende in der Provinz Moyobamba in der Cordillera Manseriche-Cahuapanas gelegene Quellgebiet des Río Mayo und erreicht eine maximale Höhe von etwa 3700 m. Das Areal wird über den Río Mayo entwässert. Es erstreckt sich über Teile der Distrikte Pardo Miguel, Awajún, Nueva Cajamarca, Elías Soplín Vargas und Rioja in der Provinz Rioja sowie dem Distrikt Moyobamba in der Provinz Moyobamba. Die Nationalstraße 5N (Bagua Grande–Moyobamba) durchquert den westlichen Teil des Gebiets.

## Ökosystem
Das Waldschutzgebiet bietet Lebensraum für verschiedene endemische und bedrohte Tier- und Pflanzenarten. Der tropischem Nebelwald liegt in Höhen zwischen 900 m und 3400 m. In dem Gebiet wachsen Epiphyten, Orchideen, Farne und Bromelien. Erwähnenswert sind die folgenden Pflanzen: Cedrelinga cateniformis aus der Unterfamilie der Mimosengewächse, Virola aus der Familie der Muskatnussgewächse sowie Aechmea angustifolia aus der Familie der Bromeliengewächse.
Im Waldschutzgebiet kommen 17 endemische Vogelarten sowie 23 als bedroht geltende Vogelarten vor, darunter der Peruanerkauz (Xenoglaux loweryi). Ferner sind die Kolibris mit ungefähr 45 Arten vertreten, die Familie der Falkenartigen mit 27 Arten. Zu den Säugetieren, die in dem Gebiet leben, gehört der Gelbschwanz-Wollaffe (Oreonax flavicauda), der Brillenbär (Tremarctos ornatus), der Puma (Puma concolor), der Anden-Nachtaffe (Aotus miconax), der Anden-Springaffe (Callicebus oenanthe) und das Riesengürteltier (Priodontes maximus).